# 4-е тысячелетие
4-е (четвёртое) тысячеле́тие  по григорианскому календарю — тысячелетие с 1 января 3001 года по 31 декабря 4000 года.  Оно наступит через 976 лет.

## Астрономические события
- Землю ожидает 2366 солнечных затмений.
- Вследствие прецесии звезда γ Цефея будет исполнять роль полярной звезды приблизительно с 3100 по 5100 год нашей эры[1].
- 18 декабря 3089 года — прохождение Венеры по диску Солнца[2].
- 22 июля 3126 года — Венера закроет звезду Регул (α Льва)[3].
- 21 октября 3187 года — Венера снова закроет звезду Регул.
- 20 июня 3219 года — прохождение Венеры по диску Солнца[2].
- 17 июня 3227 года — прохождение Венеры по диску Солнца[2].
- 8 октября 3230 года — Венера закроет Спику (α Девы).
- 20 декабря 3332 года — прохождение Венеры по диску Солнца[2].
- 25 октября 3414 года — Венера закроет звезду Регул третий раз за тысячелетие.
- 22 июня 3462 года — прохождение Венеры по диску Солнца[2].
- 19 июня 3470 года — прохождение Венеры по диску Солнца[2].
- 23 декабря 3575 года — прохождение Венеры по диску Солнца[2].
- 24 июня 3705 года — прохождение Венеры по диску Солнца[2].
- 3711—3712 год — великое противостояние Юпитера, Сатурна, Урана и Нептуна.
- 21 июня 3713 года — прохождение Венеры по диску Солнца[2].
- 3811 год — возвращение кометы Донати.
- 25 июня 3818 года — прохождение Венеры по диску Солнца[2].
- 24 июня 3956 года — прохождение Венеры по диску Солнца[2].
- 27 августа 3982 года — Меркурий закроет звезду Регул.